# Луговое (Белогорский район, Крым)
Лугово́е (до 1945 года Канги́л; укр. Лугове, крымскотат. Qañğıl, Къанъгъыл) — село в Белогорском районе Республики Крым, входит в состав Русаковского сельского поселения (согласно административно-территориальному делению Украины — Русаковского сельского совета Автономной Республики Крым).

## Население
| 2001 | 2014 |
| ---- | ---- |
| 259  | ↘203 |

Всеукраинская перепись 2001 года показала следующее распределение по носителям языка
| Язык             | Процент |
| ---------------- | ------- |
| русский          | 67.57   |
| крымскотатарский | 19.69   |
| украинский       | 11.2    |

### Динамика численности
| - 1805 год — 45 чел. - 1864 год — 26 чел. - 1889 год — 126 чел. - 1892 год — 61 чел. - 1900 год — 0 чел. - 1915 год — 55/43 чел. | - 1926 год — 147 чел. - 1989 год — 354 чел. - 2001 год — 259 чел. - 2009 год — 272 чел. - 2014 год — 203 чел. |

## Современное состояние
На 2017 год в Луговом числится 5 улиц; на 2009 год, по данным сельсовета, село занимало площадь 64,4 гектара на которой, в 91 дворе, проживало 272 человека. В селе действуют сельский клуб, фельдшерско-акушерский пункт, Луговое связано автобусным сообщением с райцентром и соседними населёнными пунктами.

## География
Луговое расположено на севере района, на южной окраине степной зоны Крыма, в балке теряющегося в степи безымянного ручья, на карте 1941 года подписанного, как «овраг Калф-Али-Чокрак», также известного, как урочище «Зимник», «Джургун», балка Змeиная или Каплынская. Высота центра села над уровнем моря — 209 м. Ближайшие сёла: Русаковка — в 1,5 км выше по балке (к югу) и Ударное — в 5 км на север. Расстояние до райцентра — около 22 километров (по шоссе), до ближайшей железнодорожной станции Симферополь примерно 43 километра. Транспортное сообщение осуществляется по региональной автодороге 35Н-118 Луговое — Балки (по украинской классификации — С-0-10342).

## История
Первое документальное упоминание села встречается в Камеральном Описании Крыма… 1784 года, судя по которому, в последний период Крымского ханства Канлы входил в Аргынский кадылык Карасубазарского каймаканства. После присоединения Крыма к России (8) 19 апреля 1783 года, (8) 19 февраля 1784 года, именным указом Екатерины II сенату, на территории бывшего Крымского Ханства была образована Таврическая область и деревня была приписана к Симферопольскому уезду. После Павловских реформ, с 1796 по 1802 год, входила в Акмечетский уезд Новороссийской губернии. По новому административному делению, после создания 8 (20) октября 1802 года Таврической губернии, Канлык был включён в состав Табулдинской волости Симферопольского уезда.
По Ведомости о всех селениях в Симферопольском уезде состоящих с показанием в которой волости сколько числом дворов и душ… от 9 октября 1805 года, в деревне Канлык числилось 10 дворов и 45 жителей, исключительно крымских татар. На военно-топографической карте генерал-майора Мухина 1817 года обозначена деревня Кангыл с 9 дворами. После реформы волостного деления 1829 года Кангыл, согласно «Ведомости о казённых волостях Таврической губернии 1829 года», отнесли к Айтуганской волости. На карте 1836 года в деревне Канлы 4 двора, а на карте 1842 года Канлы обозначен условным знаком «малая деревня», то есть, менее 5 дворов.
В 1860-х годах, после земской реформы Александра II, деревню приписали к Зуйской волости. В «Списке населённых мест Таврической губернии по сведениям 1864 года», составленном по результатам VIII ревизии 1864 года, Канлы — владельческая татарская деревня с 4 дворами, 26 жителями и мечетью при фонтане (на трёхверстовой карте Шуберта 1865—1876 года в деревне Канлы обозначено 9 дворов).
Во второй половине XIX века в деревню заселяются немцы, армяне и русские. В «Памятной книге Таврической губернии 1889 года» по результатам Х ревизии 1887 года Кангыл — деревня с 21 двором и 126 жителями. На верстовой карте 1890 года в деревне обозначено 8 дворов с немецко-русским населением.
После земской реформы 1890 года, Кангил отнесли к возсозданной Табулдинской волостии. Согласно «…Памятной книжке Таврической губернии на 1892 год», в деревне Канлы, входившей в Алексеевское сельское общество, числился 61 житель в 9 домохозяйствах, все безземельные. В 1899 году в селении действовал кирпично-черепичный завод, принадлежавший вдове дворянина Урмуз Султан Ханым Аргинской. По «…Памятной книжке Таврической губернии на 1900 год» в экономии некоей Мелании Алтунджи Кангил, приписанной к волости для счёта, с 400 десятинами земли, жителей и домохозяйств не числилось. По Статистическому справочнику Таврической губернии. Ч.II-я. Статистический очерк, выпуск шестой Симферопольский уезд, 1915 год, в Табулдинской волости Симферопольского уезда числились деревня Кангил и экономия Алтунджи М. Я. того же названия, в которых числилось 9 дворов со смешанным населением в количестве количестве 55 человек приписных жителей и 43 — «посторонних», из которых 55 мужчин и 43 женщиныв. Жители владели 2699 десятинами удобной земли. В хозяйствах имелось 35 лошадей, 68 волов, 32 коровы и 2000 голов мелкого скота.
После установления в Крыму Советской власти, по постановлению Крымревкома от 8 января 1921 года была упразднена волостная система и село вошло в состав вновь созданного Карасубазарского района Симферопольского уезда, а в 1922 году уезды получили название округов. 11 октября 1923 года, согласно постановлению ВЦИК, в административное деление Крымской АССР были внесены изменения, в результате которых округа ликвидировались, Карасубазарский район стал самостоятельной административной единицей и село включили в его состав. Согласно Списку населённых пунктов Крымской АССР по Всесоюзной переписи 17 декабря 1926 года, в селе Кангил, Аргинчикского сельсовета Карасубазарского района, числилось 29 дворов, из них 23 крестьянских, население составляло 147 человек, из них 55 немцев, 47 русских, 28 армян, 5 татар, 5 украинцев, 1 белорус, 1 болгарин, 1 еврей, 4 записаны в графе «прочие». В 1928 году в селе организован колхоз им. В. И. Ленина. К 1940 году Кангил стал центром сельсовета. Вскоре после начала Великой Отечественной войны, 18 августа 1941 года крымские немцы были выселены, сначала в Ставропольский край, а затем в Сибирь и северный Казахстан.
В 1944 году, после освобождения Крыма от фашистов, согласно Постановлению ГКО № 5984сс от 2 июня 1944 года, 27 июня крымские армяне также были депортированы в Пермскую область и Среднюю Азию. 12 августа 1944 года было принято постановление № ГОКО-6372с «О переселении колхозников в районы Крыма», в исполнение которого в район завезли переселенцев: 6000 человек из Тамбовской и 2100 — Курской областей, а в начале 1950-х годов последовала вторая волна переселенцев из различных областей Украины. Указом Президиума Верховного Совета РСФСР от 21 августа 1945 года Кенгил (Такой вариант названия более не встречается) был переименован в Луговое и Кенгильский сельсовет — в Луговской. С 25 июня 1946 года Луговое в составе Крымской области РСФСР. В апреле 1952 года центральная усадьба колхоза им. В. И. Ленина была переведена Русаковку, видимо, тогда же был упразднён сельсовет (на 1960 год он уже не существовал). 26 апреля 1954 года Крымская область была передана из состава РСФСР в состав УССР. По данным переписи 1989 года в селе проживало 354 человека. С 12 февраля 1991 года село в восстановленной Крымской АССР, 26 февраля 1992 года переименованной в Автономную Республику Крым. С 21 марта 2014 года в составе Крыма аннексировано Россией.